# West Papua Advocacy Team
La West Papua Advocacy Team (WPAT) est une organisation non gouvernementale indonésienne promouvant les droits de l'homme dans la région.

## Publications
L'ancien diplomate américain Edmund McWilliams rédige un rapport mensuel pour la WPAT, en collaboration avec le East Timor and Indonesia Action Network.

## Sources